# 甲氧基

甲氧基

甲氧基（英語：Methoxy）是具有 -OCH3 结构的基团，可以看成甲基醚的一部分。
甲氧基处于对位时，是给电子基；当处于间位时，是吸电子基。